# Samantha Spiro
Samantha Spiro, född 20 juni 1968 i Mill Hill, London, är en brittisk skådespelare.
Spiro har bland annat medverkat i TV-serierna Sex Education och Still Up. Hon har även medverkat i filmen One Life.

## Filmografi (i urval)
- 2001 – From Hell
- 2015 – London Spy (TV-serie)
- 2019–2023 – Sex Education (TV-serie)
- 2023 – Still Up (TV-serie)
- 2023 – One Life
- 2024 – Hard Truths